# Listă de localități din raionul Călărași
Această listă conține satele și orașele din raionul Călărași, Republica Moldova.
| Denumire             | oraș / centru de comună / sat            |
| -------------------- | ---------------------------------------- |
| Bahmut               | centru de comună                         |
| Bahmut (stație c.f.) | sat în comuna Bahmut, stație cale ferată |
| Bahu                 | sat în comuna Săseni                     |
| Bravicea             | sat (comună)                             |
| Buda                 | centru de comună                         |
| Bularda              | sat în comuna Dereneu                    |
| Căbăiești            | sat (comună)                             |
| Călărași             | oraș, reședință de raion                 |
| Dereneu              | centru de comună                         |
| Duma                 | sat în comuna Dereneu                    |
| Frumoasa             | sat (comună)                             |
| Hirova               | sat (comună)                             |
| Hîrbovăț             | sat în comuna Onișcani                   |
| Hîrjauca             | centru de comună                         |
| Hoginești            | sat (comună)                             |
| Horodiște            | sat (comună)                             |
| Leordoaia            | sat în comuna Hîrjauca                   |
| Meleșeni             | sat (comună)                             |
| Mîndra               | sat în comuna Hîrjauca                   |
| Nișcani              | sat (comună)                             |
| Novaci               | sat în comuna Tuzara                     |
| Onișcani             | centru de comună                         |
| Oricova              | sat în Călărași                          |
| Palanca              | sat în comuna Hîrjauca                   |
| Parcani              | sat în comuna Răciula                    |
| Păulești             | sat (comună)                             |
| Peticeni             | sat (comună)                             |
| Pitușca              | sat (comună)                             |
| Pîrjolteni           | sat (comună)                             |
| Podul Lung           | sat în comuna Sipoteni                   |
| Răciula              | centru de comună                         |
| Rădeni               | sat (comună)                             |
| Sadova               | sat (comună)                             |
| Săseni               | centru de comună                         |
| Schinoasa            | sat în comuna Țibirica                   |
| Seliștea Nouă        | sat în comuna Tuzara                     |
| Sipoteni             | centru de comună                         |
| Sverida              | sat în comuna Onișcani                   |
| Temeleuți            | sat (comună)                             |
| Tuzara               | centru de comună                         |
| Țibirica             | sat (comună)                             |
| Ursari               | sat în comuna Buda                       |
| Vălcineț             | sat (comună)                             |
| Vărzăreștii Noi      | sat (comună)                             |